# 神通峡 (富山県)

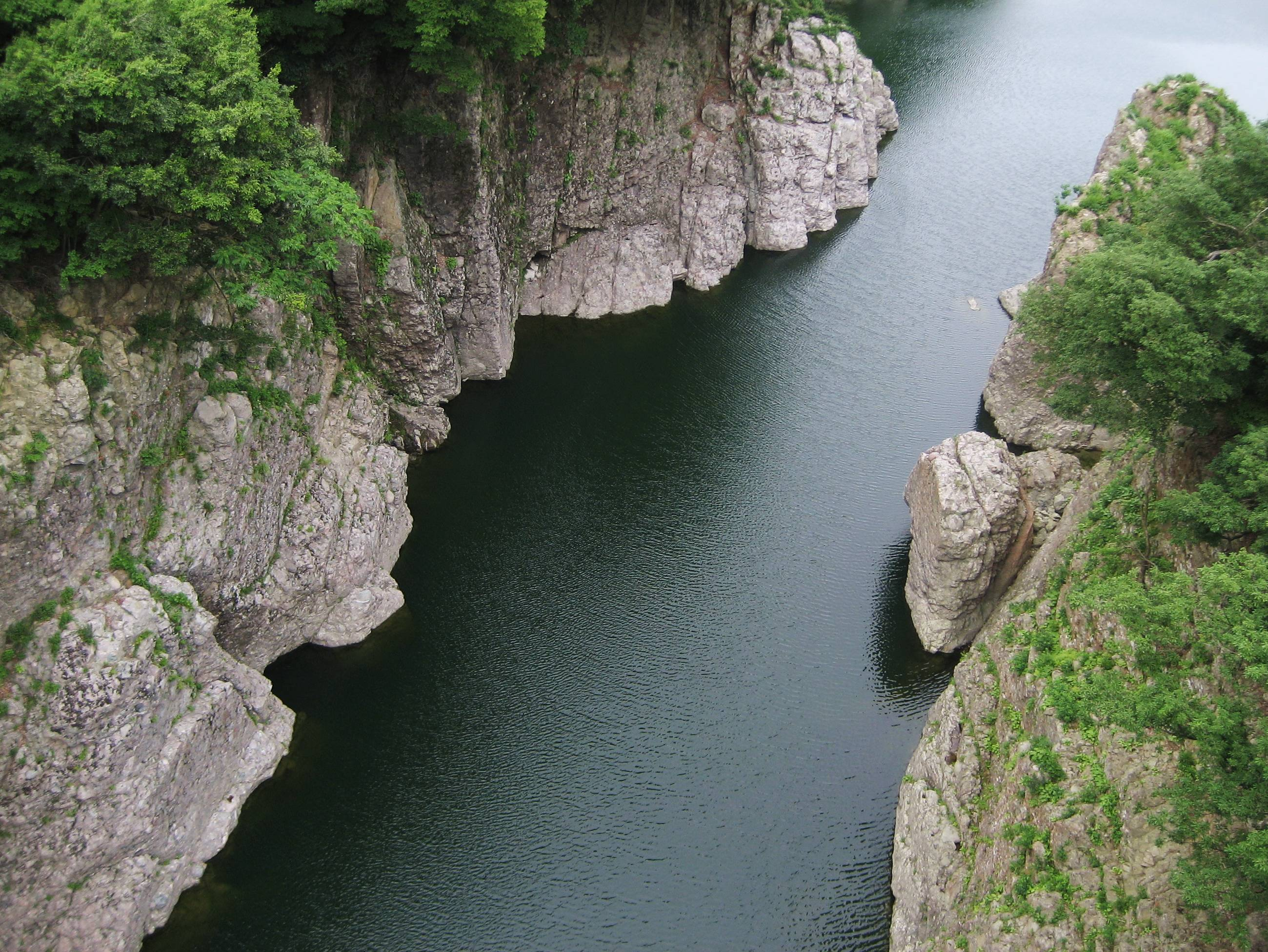
神通峡
（神一ダム下流）

神通峡（じんづうきょう）は、富山県富山市にある峡谷である。

## 概要
富山市の南、岐阜県との県境に程近いところに位置する、全長20km弱の渓谷である。「県定公園神通峡」として富山県の県定公園に、1976年6月1日以降は富山県の自然環境保全地域にそれぞれ指定されている。神通川のなかでも富山湾の河口から富山市笹津付近までの幅の広さとは対照に、大きくうねりながら深く切り立った断崖が特徴的で、国道41号が並走している。
2005年4月の「平成の大合併」以前は、神通峡の右岸が上新川郡大沢野町、左岸が婦負郡細入村であった。
神通峡の途中に神通峡岩稲温泉楽今日館の一軒宿がある。
庵谷峠の展望台からは一番の見所であるV字谷の片路峡（かたじきょう）をはじめ、神通峡を一望することができる。峠への連絡路である林道が落石が頻発する隘路であるのに加え、峠付近はクマの出没区域であるため、注意が必要である。

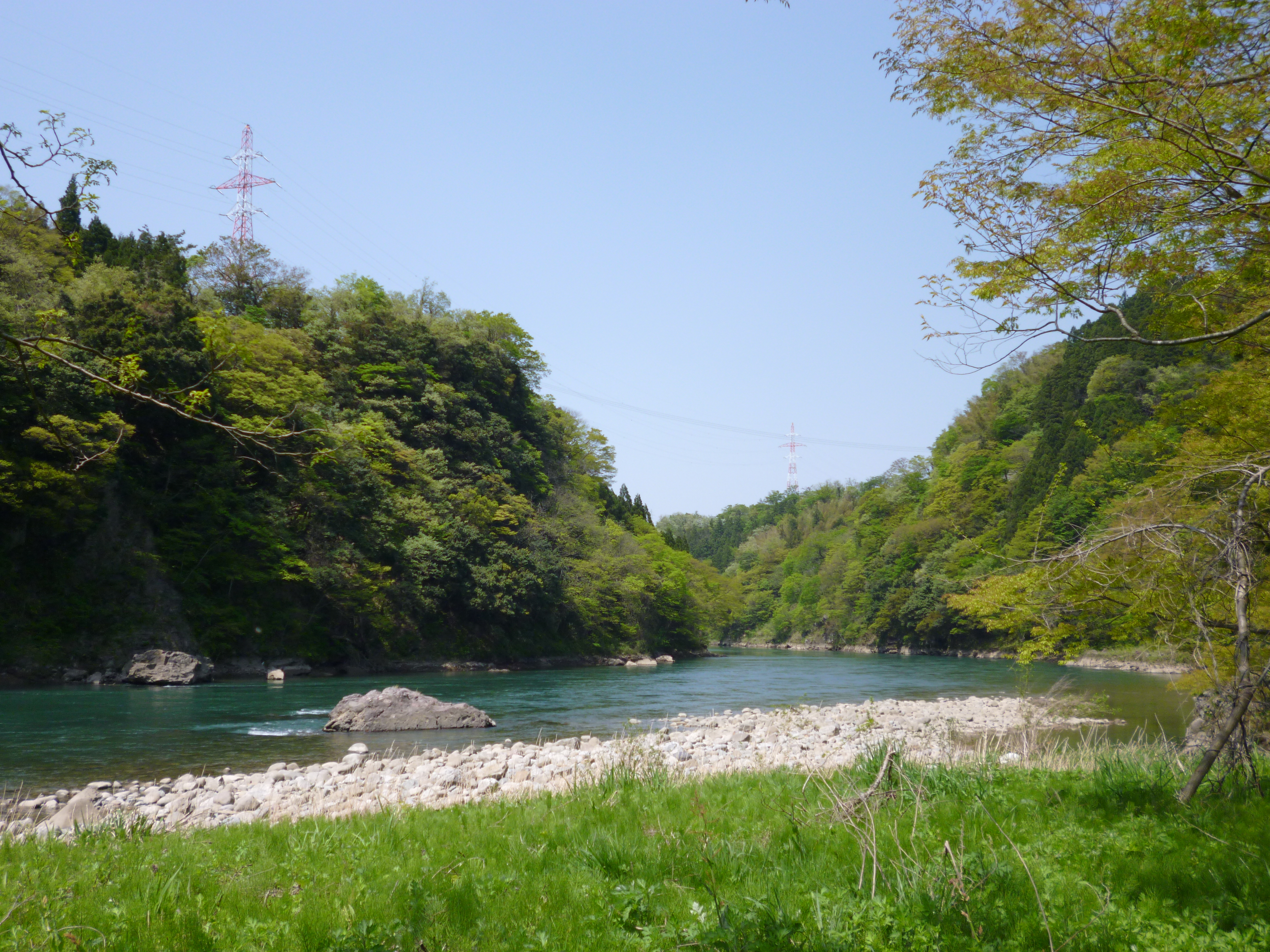
神通峡
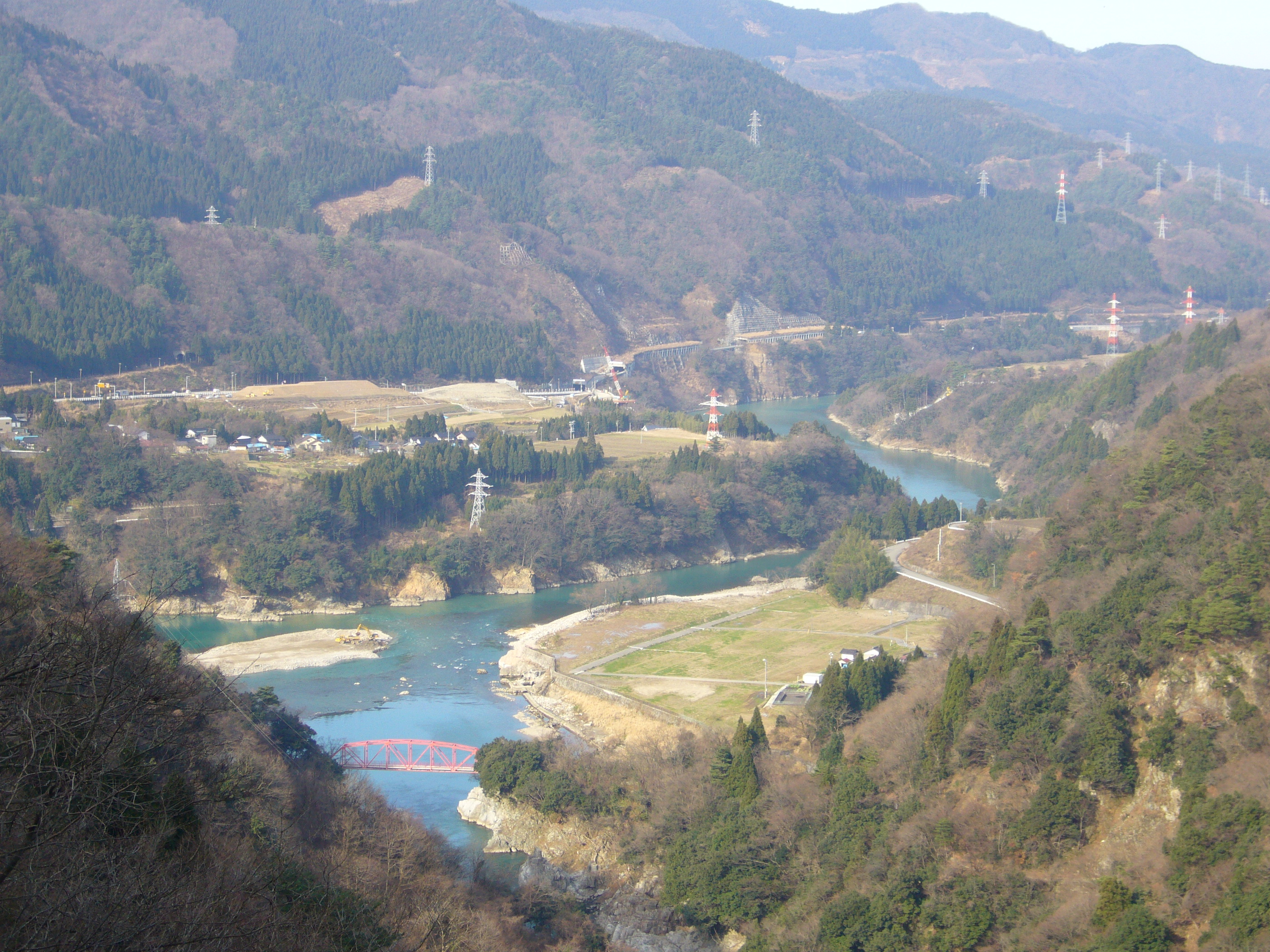
庵谷峠付近からの眺め
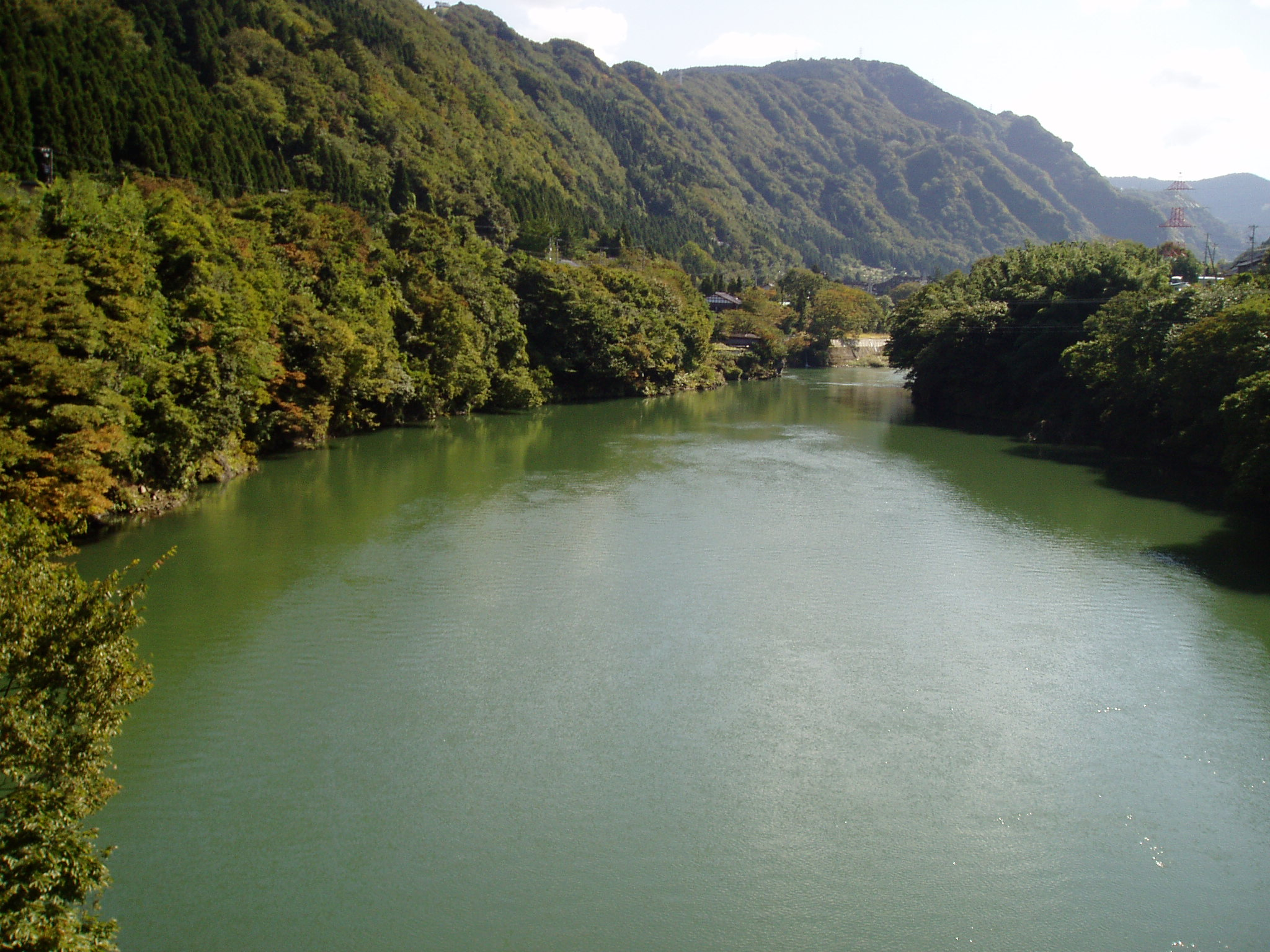
笹津橋から撮影した神通川

## 施設
- 神通峡春日温泉
- 神通峡岩稲温泉
- 神通峡温泉（廃業）